# 莫戈通山
13°45′46.6″N 86°23′54.6″W / 13.762944°N 86.398500°W
莫戈通山（西班牙語：Mogotón），是中美洲的山峰，位於尼加拉瓜和洪都拉斯接壤的邊境，海拔高度2,107米，是尼加拉瓜最高的山峰，每年平均降雨量1,313毫米。